# Toho Stadium
O Toho Stadium é um estádio localizado em Fukushima, no Japão, possui capacidade total para 21.000 pessoas, é a casa do time de futebol Fukushima United, foi inaugurado em 1994.